# Богдан Пневський

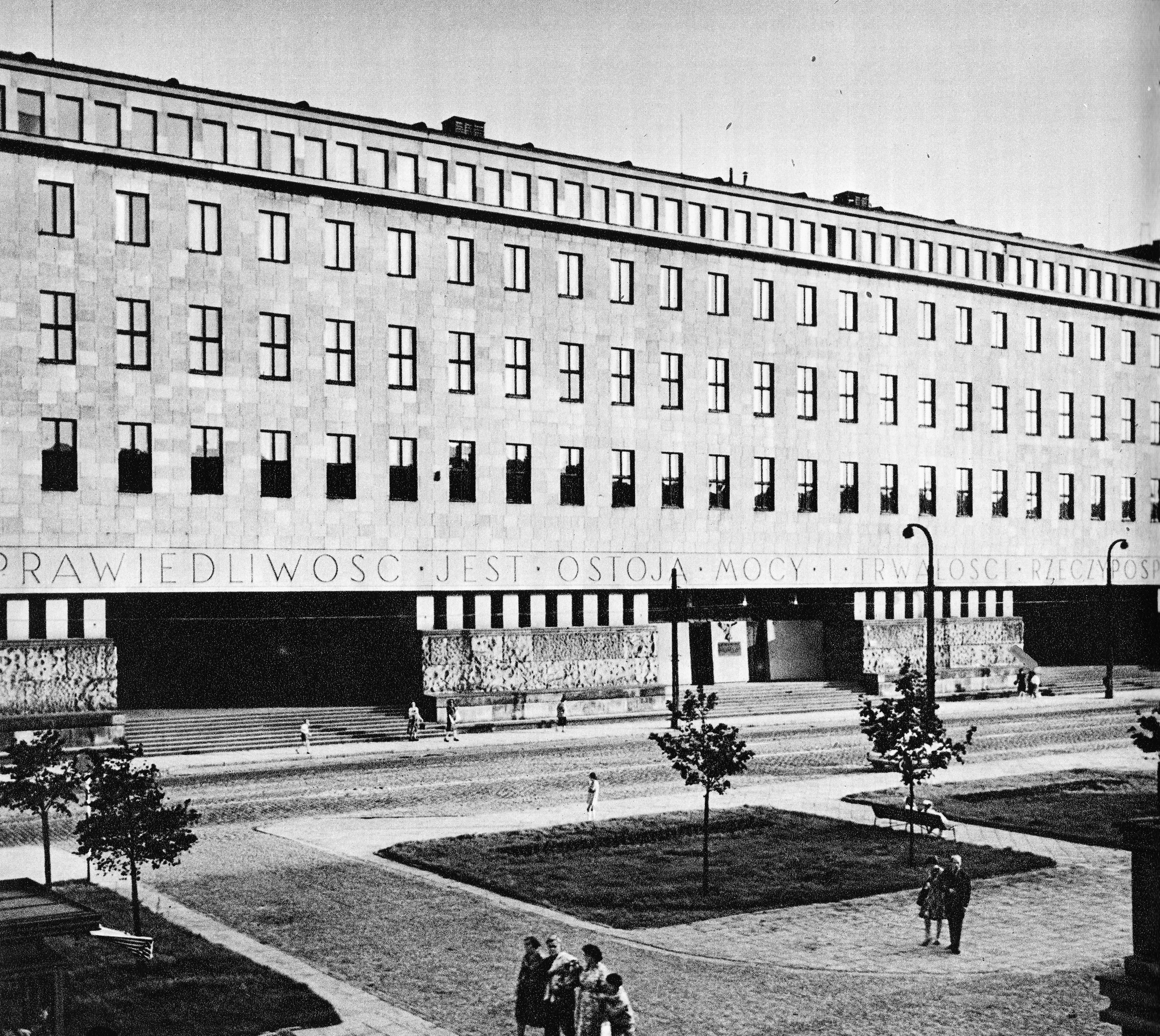
Дім суду на вулиці Лєшно у Варшаві

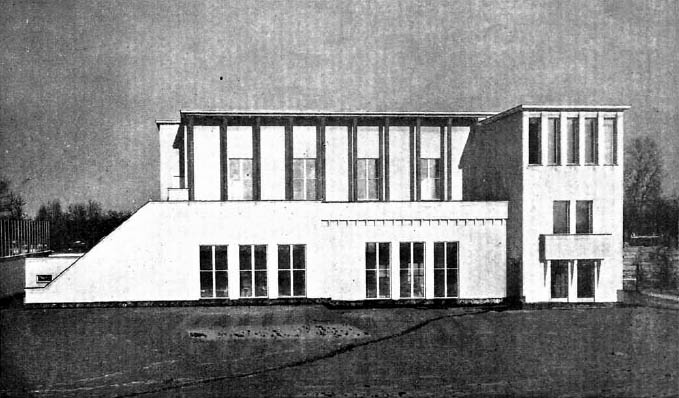
Вілла на вулиці Римській у Варшаві

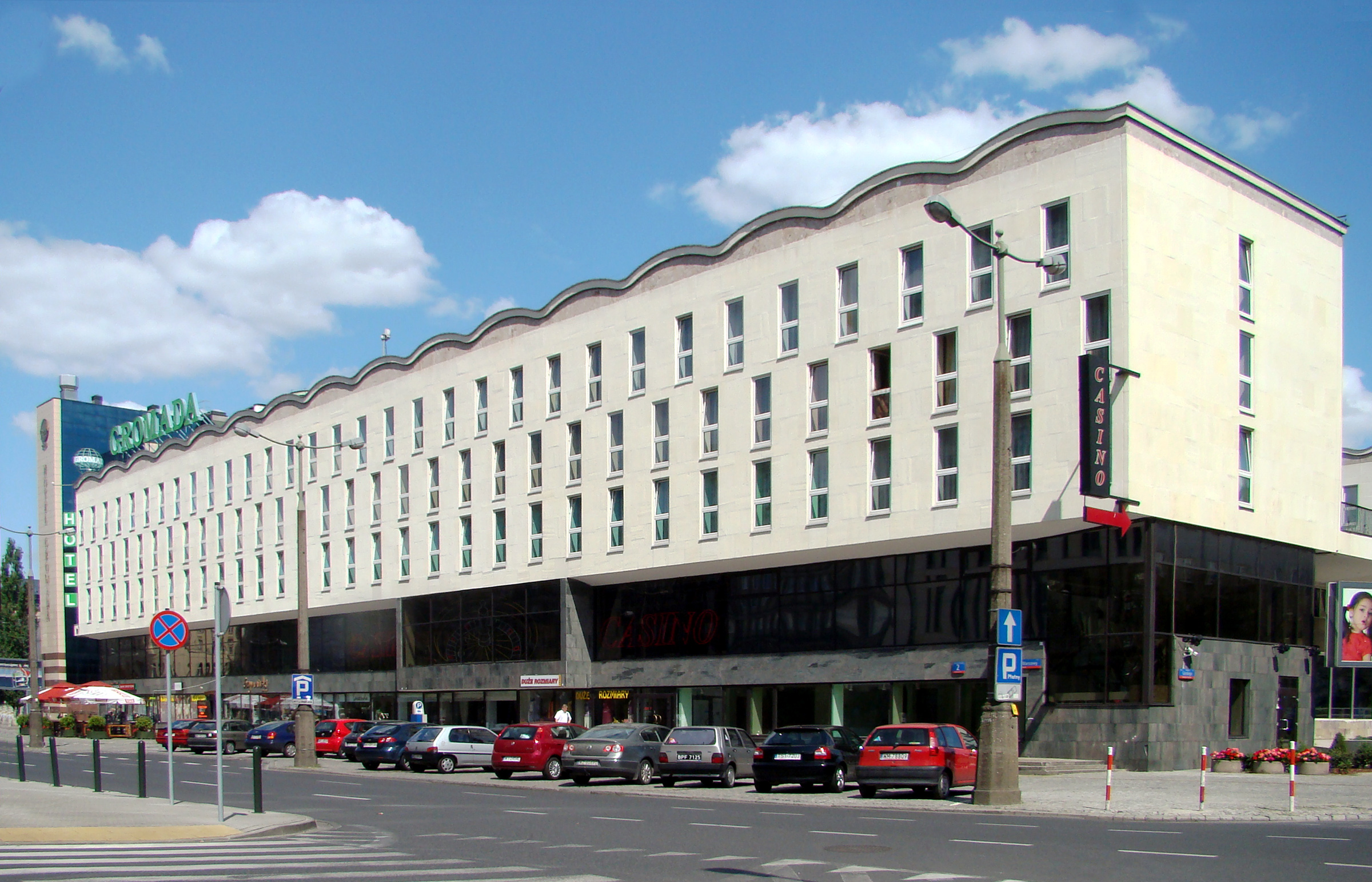
«Дім хлопа» у Варшаві

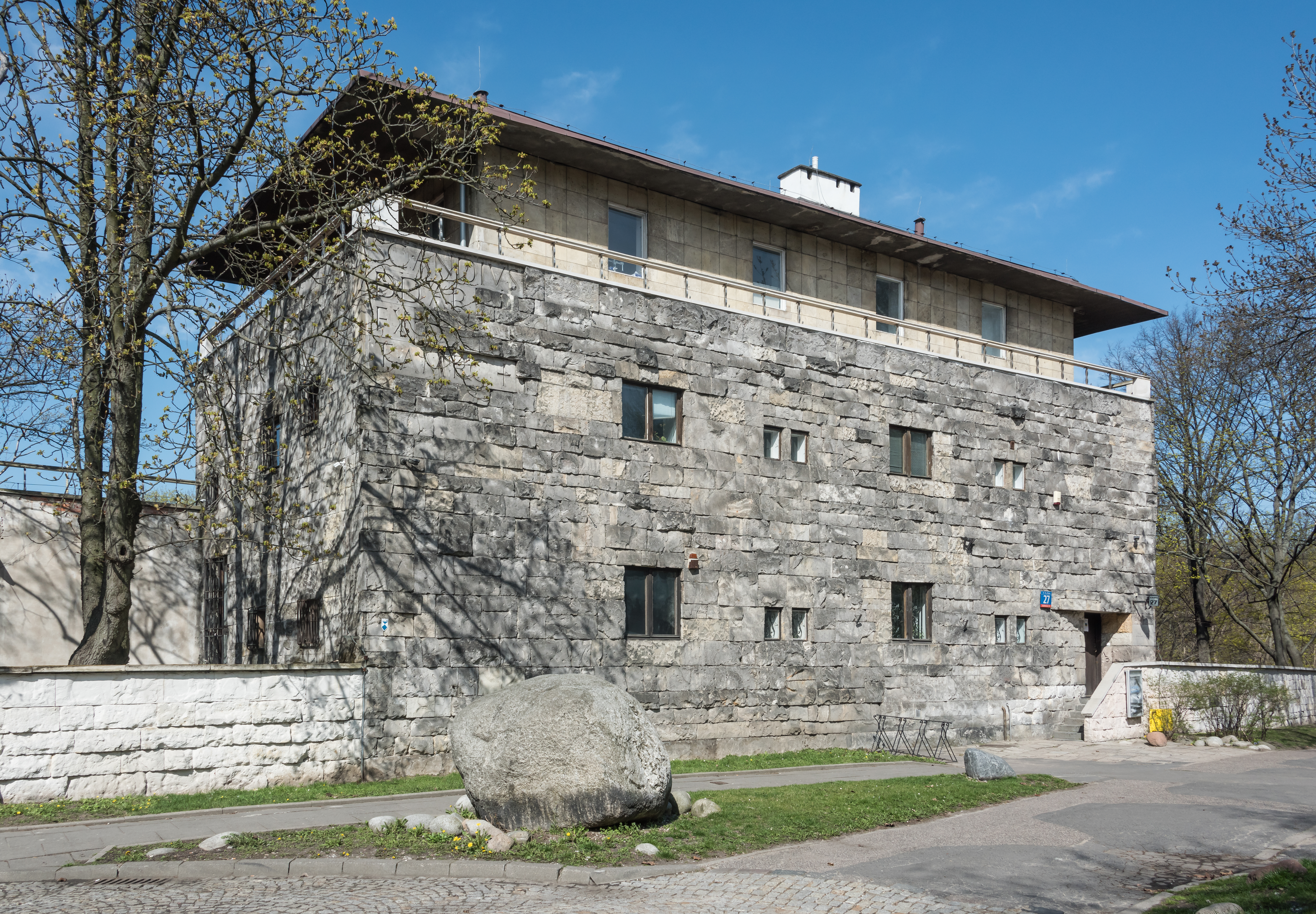
Власна вілла на вулиці На скарпі у Варшаві

Богдан Віктор Казімеж Пневський (пол. Bohdan Wiktor Kazimierz Pniewski, 26 серпня 1897, Варшава — 5 вересня 1965, там само) — польський архітектор міжвоєнного та повоєнного періоду, педагог.

## Біографія
Народився 26 серпня 1897 року у Варшаві в сім'ї Віктора Пневського і Гелени з Кешковських. 1914 року закінчив реальну школу ім. Сташиця у Варшаві. Тоді ж поступив на будівельний відділ Механічно-технічної школи Г. Вавельберга і С. Ротванда. Невдовзі покинув навчання і працював на будівництві, а також у проектних бюро Кароля Янковського і Рудольфа Сверчинського. 1922 року закінчив архітектурний факультет Варшавської політехніки. Здійснив навчальну подорож до Італії. Від 1923 року викладав у Варшавській політехніці. Спочатку як асистент, згодом як старший асистент Тадеуша Толвінського на кафедрі містобудування. Від 1925 року займався також приватною архітектурною практикою. 1933 року у варшавському Інституті пропаганди мистецтва став членом ради, а від 1934 року очолював її. У 1932—1939 роках професор надзвичайний Варшавської академії мистецтв на кафедрах архітектури і монументальної скульптури. 1927 року взяв участь у виставці SAP у Варшаві, де експонував низку рисунків італійської архітектури, та власні містобудівні проекти.
Під час війни продовжував проектувати, займався також таємно викладацькою діяльністю. Від грудня 1939 року працював у Варшаві в Комісії урбаністичних речознавців при міському управлінні. Після Варшавського повстання певний час перебував у підпільному шпиталі в Мілянувку. Перебрався до Кельців, де провадив заняття зі студентами, зокрема організував інвентаризацію місцевих пам'яток. Працював над реорганізацією Свєнтокшиського музею. Ініціював створення будівельної школи. Розробив концепцію розширення келецького кафедрального собору.
Восени 1945 року повернувся до варшави. Був професором на архітектурному факультеті Варшавської політехніки. У 1945—1950 роках керував кафедрою монументальної скульптури Варшавської академії мистецтв. Від 1955 року член Польської академії наук, а від 1955 — член-кореспондент французької Академії архітектури. Член Товариства урбаністів польських і Спілки архітекторів Республіки Польщі.
Входив до складу журі конкурсу проектів житлового будинку Фонду військового квартирування на розі вулиць Нововєйської і Сухої у Варшаві (1932), проектів костелу в селі Янковіце-Косцєльне, тепер частина села Дахажув (1933).
4 листопада 1937 року відзначений Золотим академічним лавровим вінком за «видатні заслуги для польського мистецтва загалом». За творчі здобутки отримав Державну нагороду I ступеня (1952), відзначений також Орденом Штандару праці I класу, Командорським хрестом Ордену Відродження Польщі, французьким Орденом Почесного легіону, данським Орденом Даннеборга, шведським Орденом Вази. Для творчості Пневського характерним є поєднання функціоналізму з класицизмом.
Помер 5 вересня 1965 у Варшаві. Похований на Алеї заслужених Повонзківського цвинтаря.

## Роботи
- Будинки лінійної забудови житлового кооперативу «Słońce» на вулиці Мадалінського у Варшаві (1925—1926).
- Проект регуляції міста Радом. Експонувався на виставці SAP у Варшаві 1927 року.[2]
- Конкурсний проект регуляції площі Саської у Варшаві від 1927 року. Того ж року експонувався на виставці SAP у Варшаві.[2]
- Два проекти будинку Банку крайового господарства і Міністерства публічних робіт у Варшаві. Один здобув третю нагороду на конкурсі 1927 року, інший був придбаний журі. Співавтори Стефан Сеницький і Ян Стефанович.[7]
- Перше місце на конкурсі проектів будівлі посольства Польщі у Болгарії в Софії (1928).
- Одне з трьох перших місць на першому конкурсі проектів костелу Провидіння у Варшаві (1930). Ще один проект на тому ж конкурсі не здобув призових місць, але був придбаний журі.[8] На другому (закритому) конкурсі 1931 року перемогу знову здобув Пневський.[9] Французький журнал L'Architecture d'aujourd'hui № 5 за 1932 рік опублікував 7 ілюстрацій проекту Пневського.[10] Пневський розробив також проект розвитку Сеймової алеї перед костелом.[11]
- Вілла на вулиці Римській в місцевості Саска Кемпа у Варшаві (1930—1931).[12]
- Ескізний проект будинку Фонду військового квартирування на вулиці Краківське передмістя, 11 у Варшаві. Призначений для закритого конкурсу 1933 року.[13]
- Проект бавовняного складу у Гдині. Перше місце на конкурсі Міністерства промисловості і торгівлі 1933 року. Співавтори Вацлав Женчиковський і Збігнев Васютинський.[14]
- Вілла «Patria» у Криниці (1934).
- Проект Морської базиліки у Гдині (1934).
- Двородинний житловий будинок Урбановича і Мошинського на вулиці Кльоновій, 5 у Варшаві (1935).[15]
- Перебудова палацу Брюлів у Варшаві для потреб Міністерства закордонних справ (1932—1937).[16]
- Виставковий павільйон на міжнародній виставці у Парижі 1937 року. Здобув перше місце на відбірковому конкурсі. Співавтор Станіслав Брукальський.[17]
- Будівля суду на вулиці Лєшно у Варшаві (1936—1939).[18]
- Дім Польського радіо у Варшаві (1939).
- Комплекс житлових будинків на вулиці Польній у Варшаві (від 1939).
- Концепція розбудови кафедрального собору в Кельцях, виконана не пізніше 1945 року на доручення місцевої церковної адміністрації. Передбачала добудову нового великого храму до південної нави старого.
- Проект регуляції Осі саської і площі Перемоги у Варшаві (1947).
- Розбудова комплексу будинків Сейму у Варшаві (від 1948). У березні-квітні 1953 року проект експонувався на Першій загальній виставці архітектури Народної Польщі у Варшаві.[19]
- Проект будинку Національного банку у Варшаві. У березні-квітні 1953 року експонувався на Першій загальній виставці архітектури Народної Польщі у Варшаві.[19]
- Символічний надгробок С. Стажинського на Повонзківському цвинтарі (1962).
- Перебудова у 1952—1965 роках варшавського Великого театру, зруйнованого під час війни. Проект відібраний на конкурсі.  У березні-квітні 1953 року експонувався на Першій загальній виставці архітектури Народної Польщі у Варшаві.[19]
- «Дім хлопа» на вулиці Повстанців у Варшаві (1957—1965).
- Комплекс житлових будинків у дільниці Нове Място у Варшаві (1965).
- Проект регуляції площі Пілсудського у Варшаві. Розроблений не пізніше 1934 року для конкурсу, на якому не здобув відзнак, але був придбаний журі.[20]
- Власна вілла на алеї На скарпі, 27 у Варшаві. Споруджена із застосуванням фрагментів більш давнього будинку.[21][18] Інтер'єри вілли спроектовані Яном Богуславським за участі скульптора С. Сікори і живописця Й. Кучборської.[22]
- Дім Міністерства закордонних справ у Варшаві. Втрачений.[18]
- Вілла на вулиці Кльоновій у Варшаві.[18]